# Grandad of Races
Grandad of Races est un court-métrage documentaire américain réalisé par André de la Varre et produit par Gordon Hollingshead, sorti en 1950.
Il a remporté l'Oscar du meilleur court métrage documentaire lors de la 23e cérémonie des Oscars en 1951.

## Synopsis
Le film montre la course de chevaux Palio de Sienne qui se déroule sur la Piazza del Campo à Sienne en Italie.

## Fiche technique
- Réalisation : André de la Varre
- Production : Gordon Hollingshead
- Société de production : Warner Bros. Pictures
- Durée : 9 minutes
- Date de sortie : 2 septembre 1950

## Distribution
- Art Gilmore : narrateur

## Nominations et récompenses
- 1951 : Oscar du meilleur court métrage documentaire[1]